# فانسي
فانسي (بالإنجليزية: Vansi)‏ هي قرية تقع في إستونيا في Kernu Parish.